# Justizanstalt St. Pölten

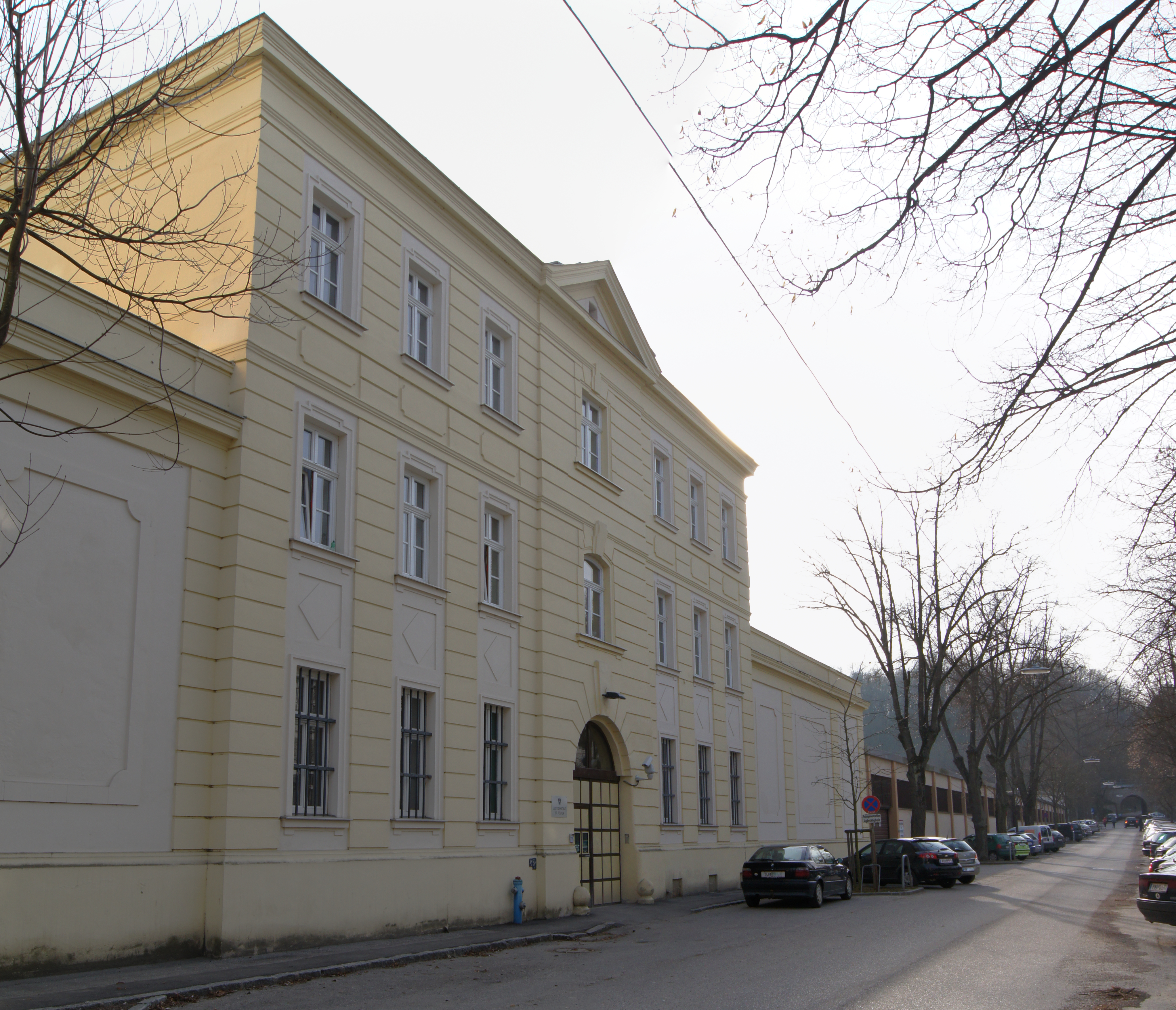
Die JA St. Pölten vom Norden aus gesehen

Die Justizanstalt St. Pölten ist ein gerichtliches Gefangenenhaus, das dem Landesgericht der niederösterreichischen Landeshauptstadt St. Pölten organisationszugehörig ist. 
Als Gerichtshofgefängnis ist die Justizanstalt zuständig für die Aufnahme von männlichen Strafgefangenen, deren Gesamthaftzeit 18 Monate nicht übersteigt sowie für die Unterbringung von Untersuchungshäftlingen für den Gerichtssprengel. Weiters werden männliche Jugendliche mit einer Strafzeit bis zu sechs Monaten aufgenommen. 
Insgesamt verfügt das Gefängnis über eine Belagsfähigkeit von 250 Haftplätzen. Am Stichtag 30. August 2007 waren davon 291 belegt, was einer Gesamtauslastung von 136,4 % entsprach.
Die Justizanstalt St. Pölten wurde gemeinsam mit dem k. u. k. Kreisgerichtsgebäude St. Pölten in den Jahren 1901 bis 1903 errichtet. 